# Polydicyklopentadien
Polydicyklopentadien (zkráceně PDCPD) je polymer vyráběný polymerizací dicyklopentadienu metatezí s otevíráním kruhu.
Díky vysoké míře překřížení má PDCPD jedinečné vlastnosti, jako jsou vysoká průrazuvzdornost, dobrá chemická odolnost a vysoká teplota odklonu tepla. PDCPD se používá v automobilovém průmyslu, kde se z něj vyrábí panely karoserií a nárazníky. Zkoumá se jeho využití v porézních materiálech pro tkáňové inženýrství a samoopravující polymery.
Polymerizace dicyklopentadienu se provádí pomocí katalyzátorů založených na přechodných kovech, jako jsou ruthenium, molybden, wolfram a titan, ale také fotoredoxně bez použití kovů. Přesná struktura vzniklého PDCPD závisí na reakčních podmínkách. Metatezemi obou alkenových skupin monomeru mohou vznikat překřížené polymery, ve většině případů ale metatezi podstupují pouze norbornenové kruhy v monomeru; překřižování lze dosáhnout tepelnou kondenzací zbývajících alkenů na lineární polymer. Byla nalezena řada nových katalytických systémů na výrobu lineárního PDCPD, založených na chloridu wolframovém, oxychloridu wolframovém, nebo organokřemičitých sloučeninách.

## Výroba
Reakční nádoby pro výrobu polydicyklopentadienu jsou navrženy na maximální rychlost reakce a obě složky reakce, obsahující převážně dicyklopentadien s několika příměsemi, se používají ve stejném objemu. Katalytický systém se dělí na dvě části, každá se přidává do jiné složky. Po smíchání obou složek vznikne kompletní a aktivní katalytický systém. Poměr objemu reaktantů nemusí být nutně 1:1, ale při jeho nedodržení bude reakce pomalejší, protože se vytvoří méně aktivních jader.

## Vlastnosti
PDCPD má několik užitečných vlastností:
- vysokou průrazuvzdornost
- dobrou odolnost proti korozi
- vysokou teplotu odklonu tepla[4]

## Použití
Hlavní využití polydicyklopentadienu je v panelech karoserií traktorů a autobusů. V průmyslu se využívá v elektrolýze roztoků chloridu sodného jako materiál na povrchy článků elektrolyzérů. Využití nachází i v dalších oblastech, kde se vyžaduje dobrá průrazuvzdornost a/nebo odolnost vůči korozi.